# Carine Goren

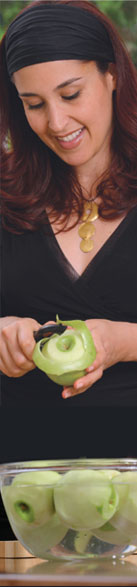
Goren em 2006

Carine Goren (24 de maio de 1974) é uma confeiteira israelense, autora de livros de receitas de sucesso e personalidade de televisão. Ela começou sua carreira culinária aos 26 anos como redatora de receitas e editora da revista de culinária israelense Al Hashulchan. Em 2006, publicou seu primeiro livro de receitas de sobremesas, Sweet Secrets. Em 2016, ela publicou cinco livros de receitas, incluindo um para crianças, e tornou-se apresentadora de seu próprio programa de culinária na televisão, também chamado Sweet Secrets. Em 2016, ela se tornou jurada no novo reality show israelense Bake-Off Israel. Ela tem uma base de fãs ávidos e foi a pessoa mais pesquisada no Google em 2015.

## Primeiros anos
Crescendo em Haifa, ela era uma das duas filhas de um instrutor de direção e uma mãe que dona de casa. Karin se formou na Escola Hebraica Reali em 1992. Ela obteve um B.A. em Comunicação pela Universidade de Haifa e, em seguida, concluiu o Bacharelado em Engenharia de Software pela Faculdade de Engenharia ORT Braude. Ela se casou com seu namorado do colégio, Ronen Goren, aos 24 anos. O casal mudou-se para Karmiel, onde ambos estudaram ciência da computação, mas Carine se sentiu insatisfeita e procurou cursos em diferentes artes e ofícios.
Aos 26 anos, ela foi demitida de seu emprego como webmaster e usou sua indenização para fazer um curso de confeitaria de 12 semanas. Decidindo que fazer doces era sua vocação, ela começou a comprar livros de receitas e a fazer experiências com a preparação de sobremesas enquanto trabalhava como programadora de computador para a revista de comida israelense Al Hashulchan. Ela trouxe suas sobremesas caseiras para compartilhar com seus colegas de trabalho e logo foi promovida a escritora e editora, produzindo três livros de receitas de sobremesas para a publicação. Em 2004, ela começou a escrever um suplemento alimentar semanal para Maariv. Ela passou um ano e meio desenvolvendo receitas para bolos, biscoitos e assados sofisticados no restaurante e café Lehem Erez em Herzliya, sob a tutela de Erez Komarovsky.

## Livros de culinária
Goren publicou seu primeiro livro de receitas de sobremesas, Sweet Secrets, em 2006. Como seus livros posteriores, o livro de receitas inclui um DVD mostrando várias receitas. O sucesso do livro de receitas em hebraico levou a uma demanda de leitores estrangeiros, e uma versão em inglês de Sweet Secrets foi disponibilizada por correspondência em 2010.
Voltadas para o padeiro doméstico, as receitas de Goren pedem ingredientes "simples" encontrados em qualquer supermercado da vizinhança. Um crítico do Haaretz opinou que o sucesso de seus livros, que passam meses nas listas dos mais vendidos, se deve ao seu apelo ao "típico padeiro israelense". As receitas exigem ingredientes prontamente disponíveis, como "tahina, balas de caramelo, halva e marshmallows", e apresentam equipamentos de panificação encontrados em todas as lojas de utensílios domésticos. As receitas de Goren são frequentemente recirculadas em colunas de culinária de jornais e blogs online. Ela foi a pessoa mais pesquisada no Google em 2015.